# Taekwondo nos Jogos Pan-Americanos de 2007
O taekwondo nos Jogos Pan-Americanos de 2007 foi realizado no Rio de Janeiro, Brasil, entre os dias 14 e 17 de julho. A modalidade foi disputada no Pavilhão 4A do Complexo Esportivo Riocentro com quatro categorias masculinas e quatro categorias femininas.

## Países participantes
Um total de 109 taekwondo jins de 30 países competiram nos Jogos Pan-Americanos:
| - AHO Antilhas Neerlandesas (1) - ARG Argentina (6) - BAR Barbados (1) - BIZ Belize (1) - BRA Brasil (9) - CAN Canadá (8) - CHI Chile (1) - COL Colômbia (3) - CRC Costa Rica (2) - CUB Cuba (8) - USA Estados Unidos (8) - ECU Equador (2) - ESA El Salvador (2) - GUA Guatemala (5) - GUY Guiana (2) |  | - HAI Haiti (1) - HON Honduras (1) - ISV Ilhas Virgens Americanas (1) - JAM Jamaica (1) - MEX México (7) - NCA Nicarágua (1) - PAN Panamá (1) - PAR Paraguai (1) - PER Peru (2) - PUR Porto Rico (9) - DOM República Dominicana (8) - SUR Suriname (1) - TRI Trinidad e Tobago (1) - URU Uruguai (1) - VEN Venezuela (8) |

## Calendário
|  | Dia de competição |  | Dia de final |

## Medalhistas
Masculino
| Evento                 | Ouro                                      | Prata                              | Bronze                                                             |
| ---------------------- | ----------------------------------------- | ---------------------------------- | ------------------------------------------------------------------ |
| Até 58 kg detalhes     | Gabriel Mercedes DOM República Dominicana | Márcio Ferreira BRA Brasil         | Frank Díaz CUB Cuba José Rosal GUA Guatemala                       |
| Até 68 kg detalhes     | Diogo Silva BRA Brasil                    | Peter López PER Peru               | Danny Miranda VEN Venezuela Yacomo García DOM República Dominicana |
| Até 80 kg detalhes     | Ángel Matos CUB Cuba                      | James Moontasri USA Estados Unidos | Chinedum Osuji TRI Trinidad e Tobago José Luis Ramírez MEX México  |
| Mais de 80 kg detalhes | Gerardo Ortiz CUB Cuba                    | Anthony Graf USA Estados Unidos    | Martín Sío ARG Argentina Leonardo Santos BRA Brasil                |

Feminino
| Evento                 | Ouro                        | Prata                                    | Bronze                                                    |
| ---------------------- | --------------------------- | ---------------------------------------- | --------------------------------------------------------- |
| Até 49 kg detalhes     | Alejandra Gaal MEX México   | Jahaira Peguero DOM República Dominicana | Ivett Gonda CAN Canadá Zoraida Santiago PUR Porto Rico    |
| Até 57 kg detalhes     | Iridia Salazar MEX México   | Shannon Condie CAN Canadá                | Yaimara Rosario CUB Cuba Rocío Boudy ARG Argentina        |
| Até 67 kg detalhes     | Karine Sergerie CAN Canadá  | Heidy Juárez GUA Guatemala               | Asunción Ocasio PUR Porto Rico Nohemar Leal VEN Venezuela |
| Mais de 67 kg detalhes | Rosario Espinoza MEX México | Natália Falavigna BRA Brasil             | Aura Paez VEN Venezuela Mirna Hechavarría CUB Cuba        |

## Quadro de medalhas do taekwondo
| Ordem | País                     | Medalha de ouro | Medalha de prata | Medalha de bronze |    |
| ----- | ------------------------ | --------------- | ---------------- | ----------------- | -- |
| 1     | MEX México               | 3               |                  | 1                 | 4  |
| 2     | CUB Cuba                 | 2               |                  | 3                 | 5  |
| 3     | BRA Brasil               | 1               | 2                | 1                 | 4  |
| 4     | CAN Canadá               | 1               | 1                | 1                 | 3  |
| 4     | DOM República Dominicana | 1               | 1                | 1                 | 3  |
| 6     | USA Estados Unidos       |                 | 2                |                   | 2  |
| 7     | GUA Guatemala            |                 | 1                | 1                 | 2  |
| 8     | PER Peru                 |                 | 1                |                   | 1  |
| 9     | VEN Venezuela            |                 |                  | 3                 | 3  |
| 10    | ARG Argentina            |                 |                  | 2                 | 2  |
| 10    | PUR Porto Rico           |                 |                  | 2                 | 2  |
| 12    | TRI Trinidad e Tobago    |                 |                  | 1                 | 1  |
| TOTAL | TOTAL                    | 8               | 8                | 16                | 32 |